# دوري آيسلندا الممتاز 1934
دوري آيسلندا الممتاز 1934 (بالآيسلندية: Efsta deild karla í knattspyrnu 1934) هو الموسم 23 من  دوري آيسلندا الممتاز. كان عدد الأندية المشاركة فيه  5، وفاز فيه ناتدبيرنوفيلاغ ريكيافيكور.